# Музей комунізму (Прага)
Музе́й комуні́зму (чеськ. Muzeum komunismu) у Празі присвячений комуністичному режиму, що був встановлений у Чехословаччині в цілому і у Празі зокрема після Другої світової війни.

## Історія
Музей заснував американський підприємець, празький бубликовий магнат Ґленн Спікер. Він сам зібрав велику колекцію артефактів комуністичної епохи на блошиних ринках і сміттєвих магазинах в районі Праги. Музей вперше відкрив свої двері 26 грудня 2001 року. В експозиції — експонати, створені її куратором, чеським документалістом, Яном Капланом, а також професором Честміром Качмарем.

## Розташування
Музей відкрили у Празі, столиці Чехії, за адресою: вул. На Пршикопі, 10. Розміщений в аристократичному палаці 18-го століття над Макдональдзом і поряд із казино, неподалік Вацлавської площі.

## Галерея

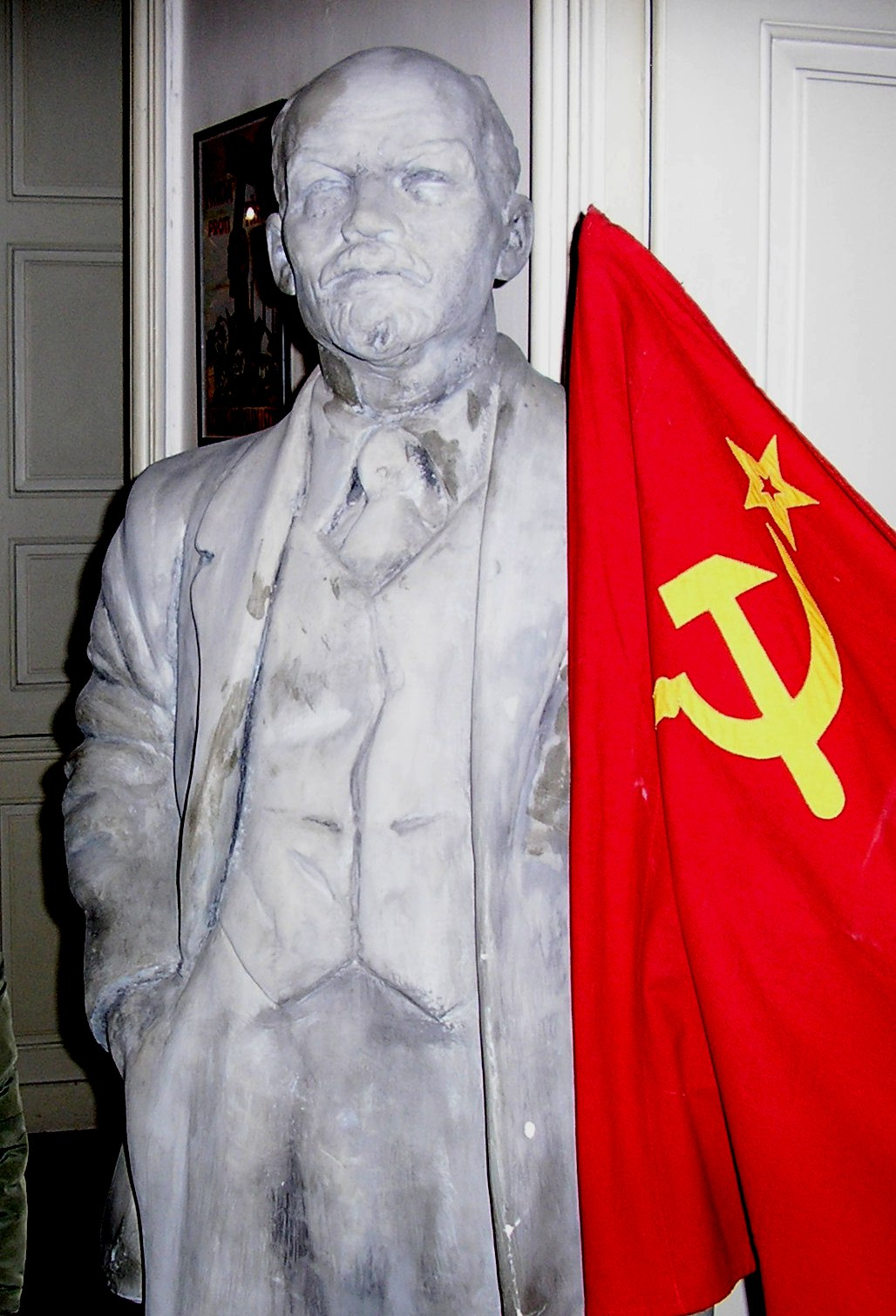
Статуя Володимира Леніна та прапор СРСР
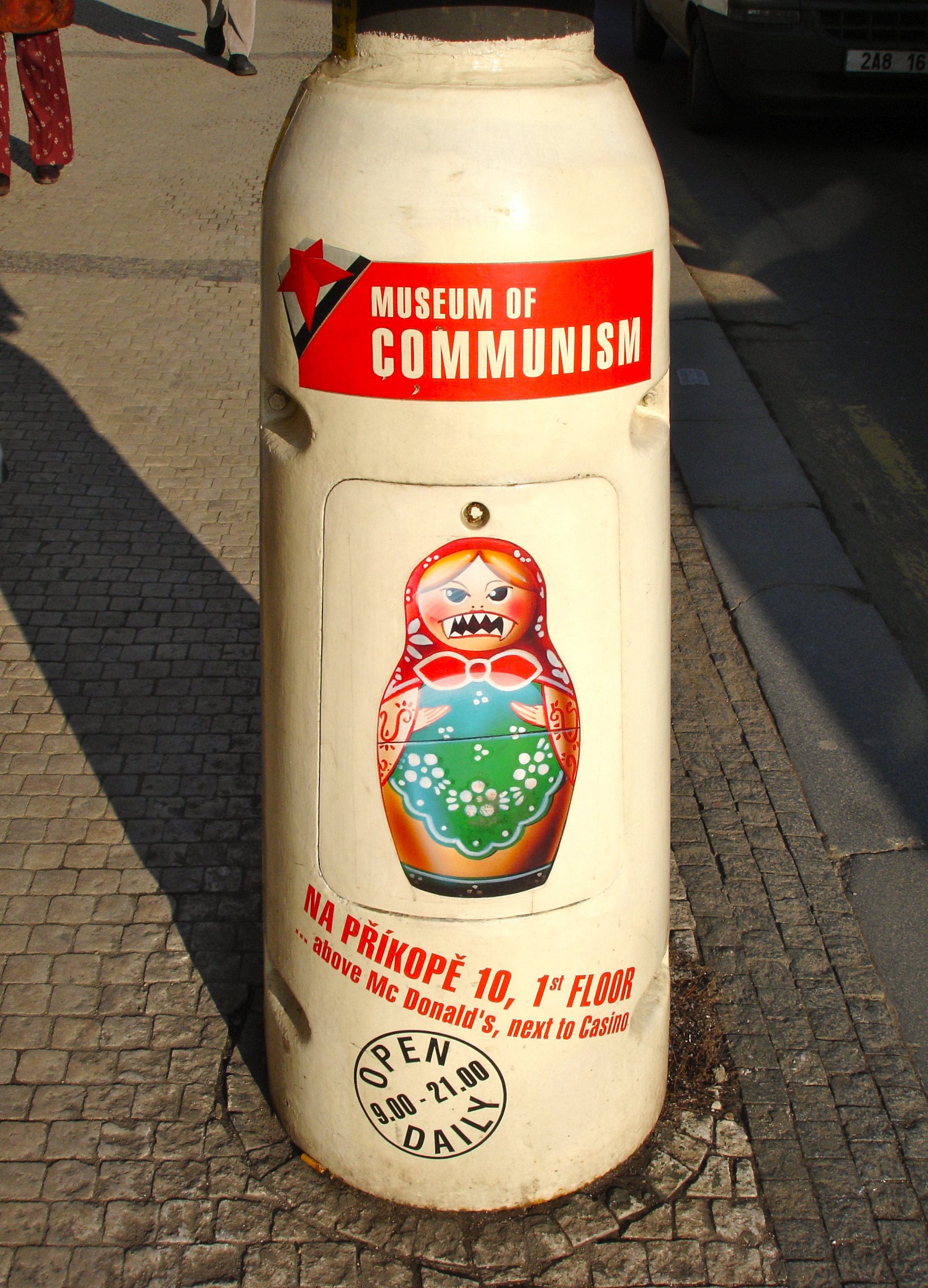
Реклама музею на вулиці На Пшикопі
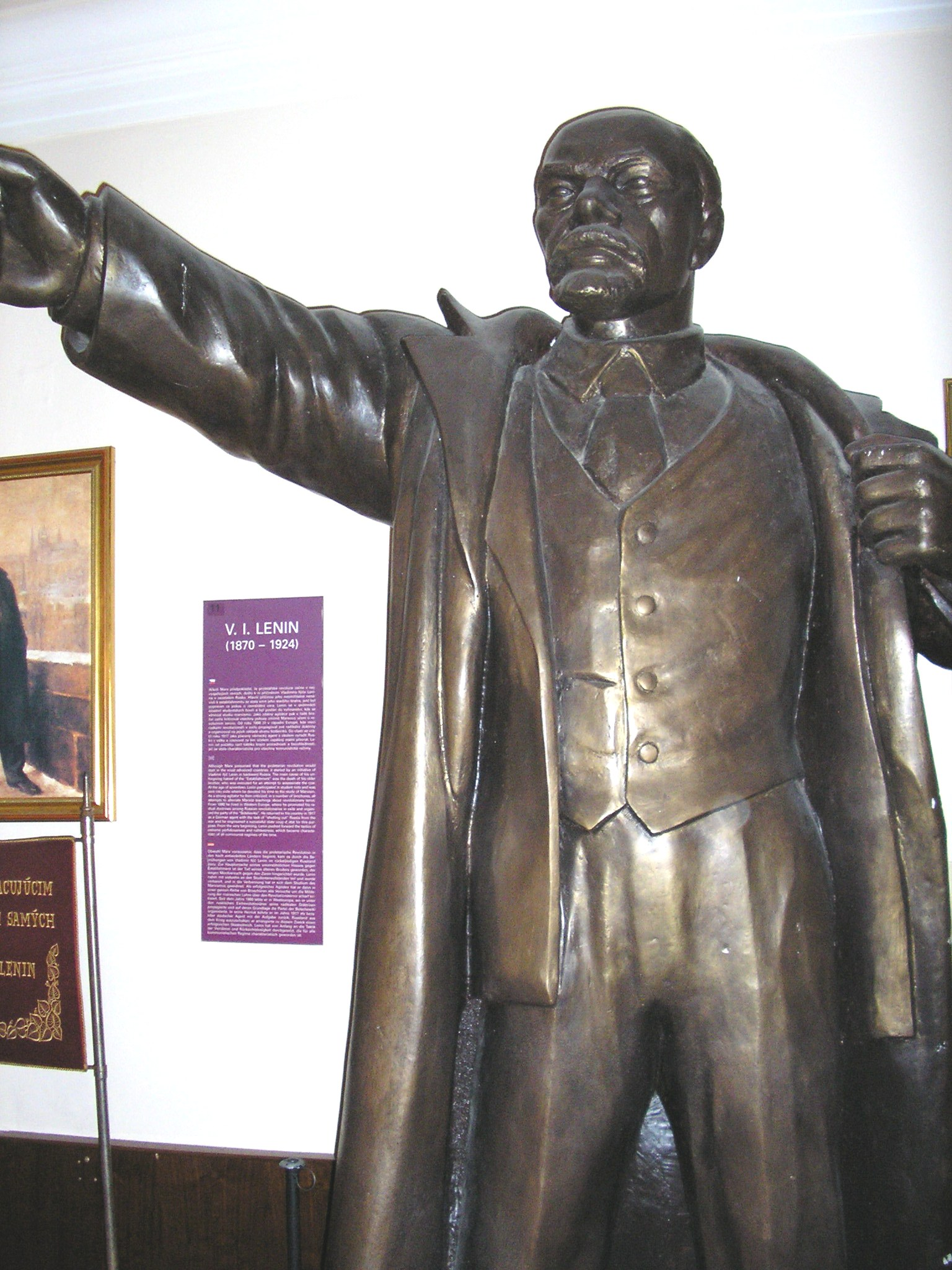
Бронзова статуя Володимира Леніна